# Ogaman
Ogaman mac Fiatach – legendarny król Ulaidu z dynastii Dál Fiatach w latach 164-176, syn Fiatacha Finna, króla Ulaidu i zwierzchniego króla Irlandii.
Informacje o jego rządach z Emain Macha w Ulaidze czerpiemy ze źródeł średniowiecznych. W „Laud 610” (XV w.) zanotowano na jego temat: Ogman m[a]c Fiatach .xii. blī[adn]a (fol. 107 b 6), zaś w „Rawlinson B 502” (XII w.) Ogamaī[n] m[ac] Fiatā[ch] .xii. b[liadna] (faksym. 157). Zapisano tam małymi literami rzymską cyfrę XII, oznaczającą dwanaście lat panowania. Błędnie umieszczono go po Elimie mac Conrach, zamiast po Malu mac Rochraide. Bowiem lista królów Ulaidu nie jest zgodna z chronologią irlandzkich zwierzchnich królów. Następcą Ogamana został Bressal II Brecc mac Briuin, a nie Mal mac Rochraide.

## Potomstwo
Ogaman miał syna:
- Finnchad (Findchad), miał syna:
  - Imchad, miał pięciu synów i córkę:
    - Fergus Foltlebar
    - Fergus Bot-fo-Breagaib
    - Fergus For-deiri-Breaga
    - Fergus III (II) Duibdedach z matki Maoin (Moyne), córki arcykróla Conna Stu Bitew, przyszły król Ulaidu i zwierzchni król Irlandii
    - Aengus Forcraidi
    - Cumni (córka)